# Győri óriáskerék
A győri óriáskerék Győrben, a Dunakapu téren állt 2018 és 2020 között.

## Paraméterek, elhelyezkedés
A magyar készítésű óráskerék 50 méteres magassággal és 30 gondolával rendelkezett, mely 180 ember befogadására volt képes. Az építményből páratlan kilátás nyílt a Győrön átfolyó folyók találkozására, a városrészeket összekötő hidakra, a Radó-szigetre, a környező templomok tornyaira és a belvárosi utcákra, terekre. Ez a tulajdonság sok turista körében tette népszerűvé az óriáskereket.
Az óriáskerék az akkori győri polgármester nevéhez köthető: Borkai Zsolt polgármester a 2023-as Európa Kulturális Fővárosa címért indított pályázatának egyik eleme volt.

## Megnyitó
A megnyitó eseményen (2018. november 9.) jelen voltak az Európa Kulturális Fővárosa győri pályázatát népszerűsítő kisfilmek neves szereplői, köztük Bede-Fazekas Csaba színművész, Dallos Bogi énekes, Dunai Csenge színésznő, Szabó Konrád profi BMX versenyző és dj Matyi, az ország legfiatalabb rádiósa, de ott volt az óriáskerék háziasszonya, Nagy Eszter, a Konyhafőnök Szuperdöntőjének győztese is.
Az óriáskerék elindulását követően Marót Viki és a Nova Kultúr Zenekar lépett fel.